# Чжу Чжанцзі
Чжу Чжанцзі (кит.: 朱瞻基; піньїнь: Zhu Zhanji), храмове ім'я Сюаньцзун (кит.: 宣宗; піньїнь: Xuanzong; 16 березня 1399 —31 січня 1435) — п'ятий імператор династії Мін. Девіз правління — Сюань-де (Поширення Чесноти).

## Життєпис

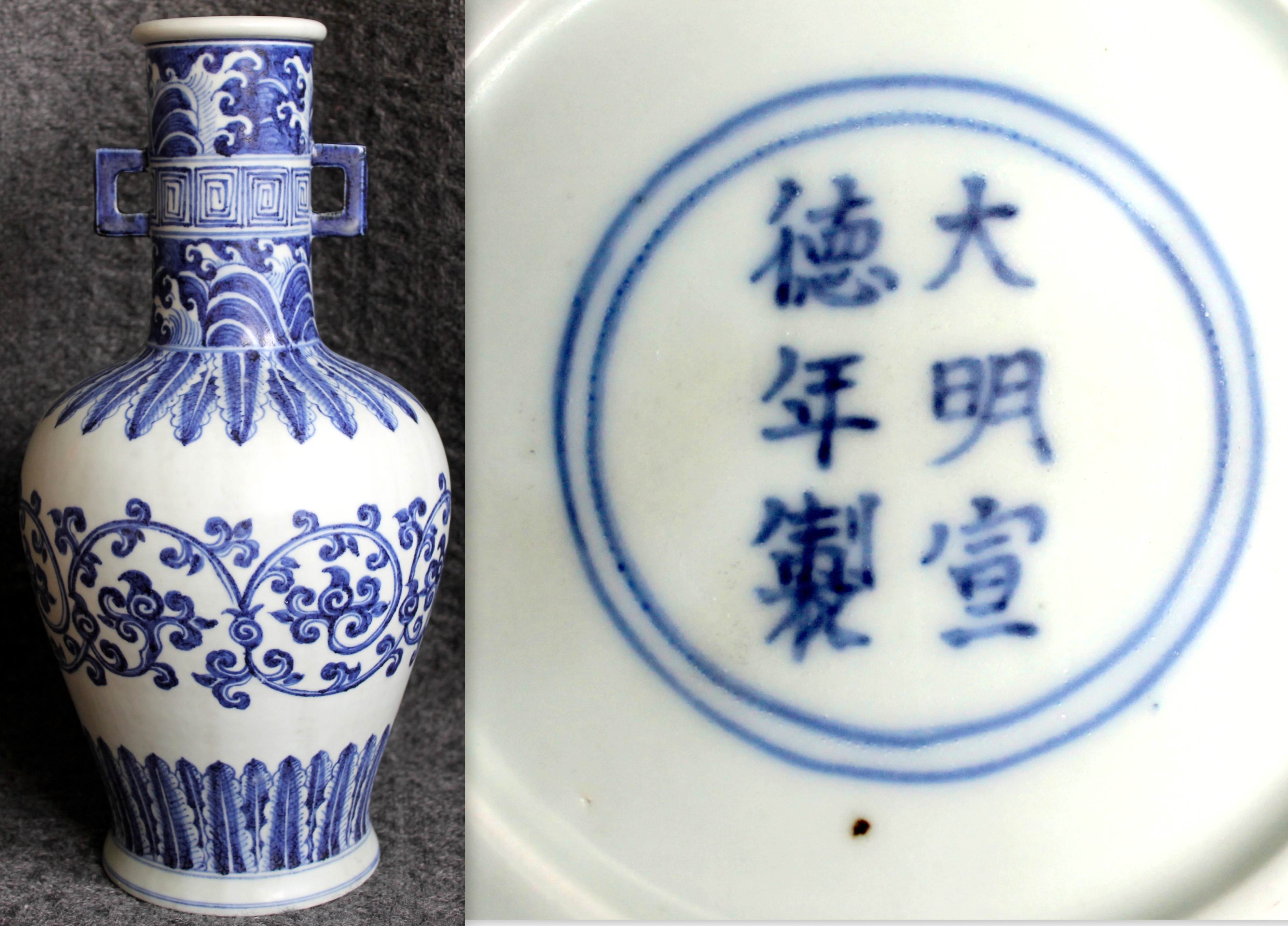
Порцелянова ваза часів династії Мін

Народився 16 березня 1399 року у місті Пекін в родині імператора Чжу Гаочі. Отримав, як й батько, конфуціанську освіту. Про молоді роки мало відомостей. З приходом до влади спочатку стикнувся із заколотом у 1426 році дядька Чжу Гаосу, князя Хань. Втім, його вдалося швидко придушити — свого дядька імператор спочатку розжалував у простолюдини, але згодом за образливі слова останнього було спалено. Також були страчені діти Чжу Гаосу разом з 600 чиновниками наділу Хань, а ще 2200 осіб було вислано у прикордонні райони.
У зовнішній політиці новий імператор намагався розбудовувати країну, не прагнучи особливо до військових походів. У 1427 році наказав вивести війська з Дайв'єту (В'єтнам), визнавши його незалежність. У 1428 році вів оборонні бої проти монголів. У 1431 та 1434 роках з перемінним успіхом воював проти ойратів. Зрештою й тут вдалося встановити мир. Разом з тим намагався розвивати економічні відносини. За наказом Чжу Чжанцзі відновлено морські походи. У 1432 році Чжен Хе здійснив чергову подорож, дійшовши до північно-східної Африки та Аравійського півострова. Тоді ж поліпшилися відносини з Японією та Кореєю.
У внутрішній політиці сприяв подальшій централізації влади. Водночас все більший вплив отримували євнухи. На противагу цьому Чжу Чжанцзі сформував уряд з членів академії Ханлінь. Це дало змогу ефективно боротися із корупцією, у 1430 році знизити податки, поліпшити економічний стан сільських районів, сприяти розбудові міст. Імператор звільняв від податкового тягаря райони, що потерпали через стихійні лиха. У 1428 році під час великої посухи уряд продавав за низькими цінами хліб.
Було поліпшено правосуддя. Ще у 1425 році ініціював перегляд карних справ за правління попередніх імператорів — у підсумку декілька тисяч осіб було виправдано. Такі дії призвели до поліпшення соціального, економічного та політичного стану імперії. Помер Чжу Чжанцзі 31 січня 1435 у Пекіні.

## Творчість

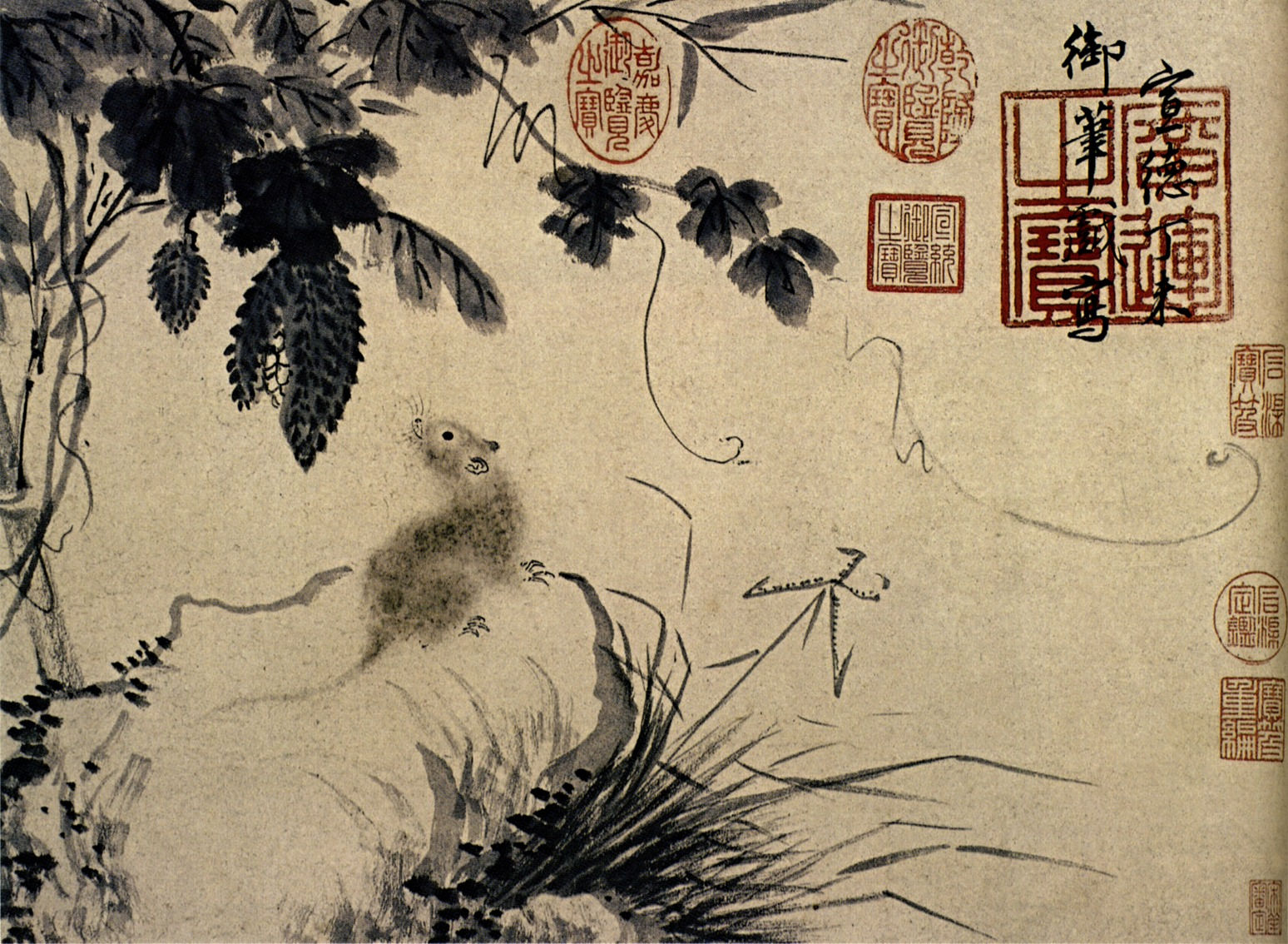
Миша та каміння

Імператор був відомий також як поціновувач літератури та мистецтва. За його ініціативи було створено Академію живопису. Він сам був гарним художником. Здебільшого імператор малював тварин і рослин, зокрема, гібонів, салуків (порода мисливських собак), мишей, а також бамбук. 

## Сім'я

### Дружини
| № | Портрет | Рід         | Ім'я                   | Роки життя | В шлюбі   | Храмове ім'я                                                                                                   |
| - | ------- | ----------- | ---------------------- | ---------- | --------- | --- |
| 1 |         | Ху 胡 Hú    | Шаньсян 善祥 Shànxiáng | ? — 1443   | 1417–1428 | Гунжанченшуньканмуцзінцичжан 恭讓誠順康穆静慈章 Gōngràngchéngshùnkāngmùjìngcízhāng                             |
| 2 |         | Сунь 孙 Sūn | ?                      | 1399–1462  | 1428–1435 | Сяогунїсяньциженьчжуанцітяньпейшенчжан 孝恭懿宪慈仁庄烈齐天配圣章 Xiàogōngyìxiàncírénzhuāngqítiānpèishèngzhāng |

#### Наложниці
| № | Рід       | Ім'я     | Роки життя           | Храмове ім'я                     |
| - | --------- | -------- | -------------------- | -------------------------------- |
| 1 | У 吴 Wú   |          | 1397 — 16 січня 1462 | Сюаньмяосянь 宣廟賢 Xuānmiàoxián |
| 2 | Го 郭 Guō | Ай 爱 Аi | XV ст. — 1435        | Шаньлі 善理 Shànlǐ               |

### Діти

#### Сини
| № | портрет | ім'я                | Роки життя                         | Матір                                       |
| - | ------- | ------------------- | ---------------------------------- | ------------------------------------------- |
| 1 |         | Цічжень 祁鎮 Qízhèn | 29 листопада 1427 — 23 лютого 1464 | Сунь Сяогунїсяньциженьчжуанцітяньпейшенчжан |
| 2 |         | Ціюй 祁鈺 Qíyù      | 21 вересня 1428 — 14 березня 1457  | У Сюаньмяосянь                              |

#### Доньки
| № | ім'я                | Роки життя             | Матір                                       |
| - | ------------------- | ---------------------- | ------------------------------------------- |
| 1 | Шуньде 順德 Shùndé  | 1420 — 1443            | Ху Шаньсян                                  |
| 2 | Юнцін 永清 Yǒngqīng | 1420/1424 — після 1433 | Ху Шаньсян                                  |
| 3 | Чанде 常德 Chángdé  | 1424 — 1470            | Сунь Сяогунїсяньциженьчжуанцітяньпейшенчжан |